# Thomas Friedrich Gedon

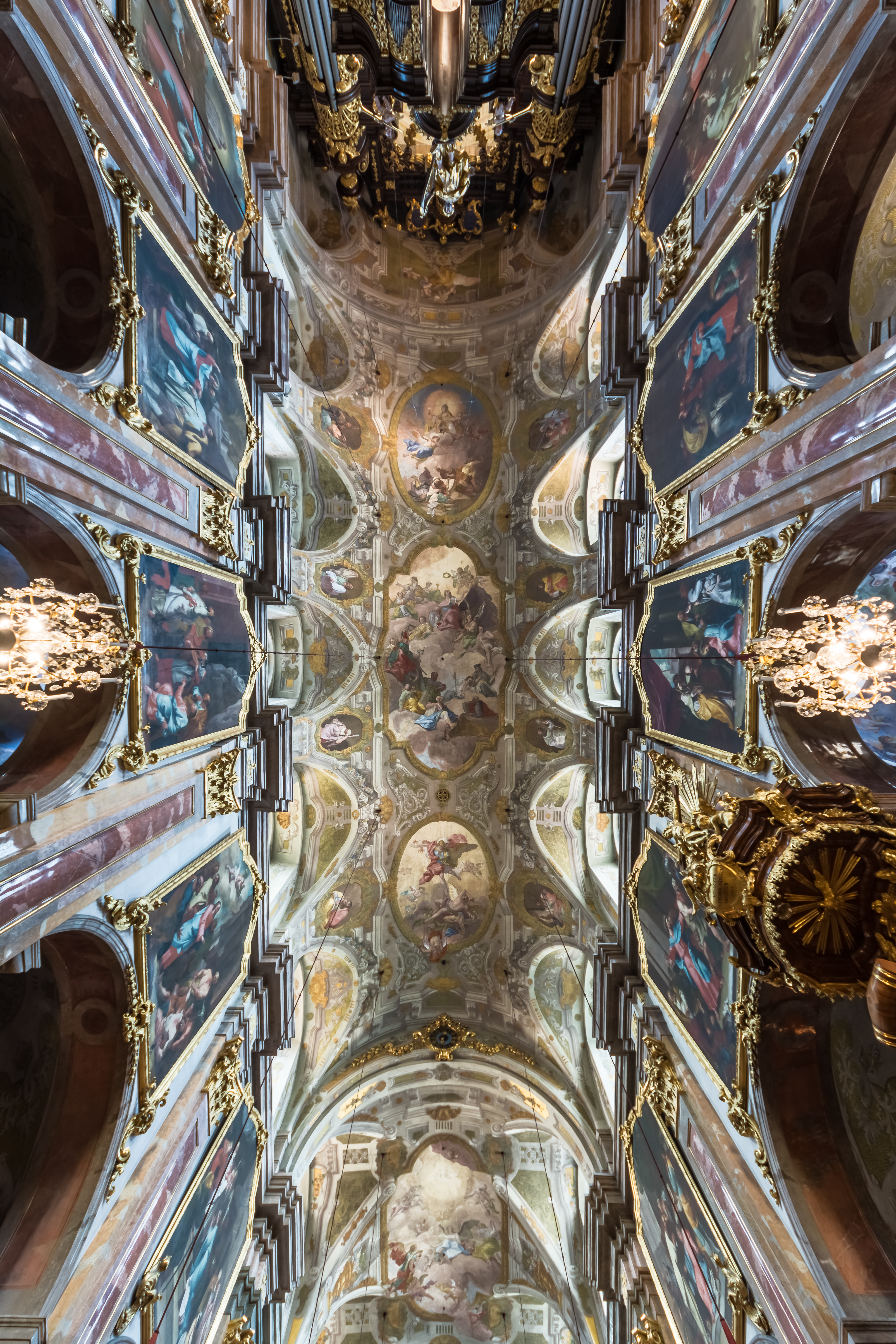
Fresken von Friedrich Gedon im Dom zu St. Pölten

Thomas Friedrich Gedon, oft nur Friedrich Gedon (* vor 1732; † 1771) war ein österreichischer Maler des Barocks und Schüler Daniel Grans.

## Werk
1732 gewann Gedon bei einer Aufgabe der Akademie der Bildenden Künste mit Salomons Urteil den ersten Preis. Von 1740 bis 1743 schuf er die Fresken des St. Pöltner Doms. Die zugehörigen Ölskizzen zu den Fresken sind im Diözesanmuseum St. Pölten im Bischöflichen Oratorium ausgestellt. Um 1750 schuf er für die Friedhofskirche des Heiligen Geistes in Kunštát das – mittlerweile stark übermalte – Hauptaltarbild Sendung des Heiligen Geistes sowie für die Seitenaltäre die Ölbilder Immaculata und Stigmatisierung des heiligen Franziskus von Assisi. In der Basilika Maria Dreieichen stammen die Altarbilder der beiden vorderen Seitenaltäre, Abschied  Apostel Petrus und Paulus in Rom vor dem Martyrium und Der hl. Kapuzinerbruder Felix von Cantalice von Gedon. 1767 malte er ein Ölbild des Prior Gottfried Claa, ausgestellt im Rollettmuseum in Baden (Niederösterreich). Im Stift Seitenstetten ist Gedons Gemälde Moses Auffindung im Schilfkorb ausgestellt.

## Ehrungen
In St. Pölten ist die Gedongasse nach ihm benannt.